# Дање
Дање (фр. Dagneux) је насељено место у Француској у региону Рона-Алпи, у департману Ен (Рона-Алпи).
По подацима из 2011. године у општини је живело 4183 становника, а густина насељености је износила 629,02 становника/km².

## Демографија
| 1962. | 1968. | 1975. | 1982. | 1990. | 2011. |
| ----- | ----- | ----- | ----- | ----- | ----- |
| 1.150 | 1.372 | 1.817 | 2.091 | 3.317 | 4.183 |